# Judith Scott (artista)
Judith Scott (Cincinnati, Ohio, 1 de mayo de 1943 – California, 15 de marzo de 2005) fue una escultora estadounidense de renombre internacional.

## Biografía
Scott nació en una familia de clase media en Cincinnati, Ohio, junto con su hermana gemela Joyce. A diferencia de Joyce, Judith nació con Síndrome de Down. Durante su infancia sufrió de Fiebre Escarlata, lo que la hizo perder la audición, aunque su sordera tardó mucho tiempo en ser diagnosticada. Pasó sus primeros siete años en casa con sus padres, su hermana gemela y sus hermanos mayores. Y, aunque la brecha de desarrollo entre las dos niñas era evidente, "los padres las trataron del mismo modo".
Cuando llegó el momento de que comenzaran a asistir a la escuela, la familia trató de que Judith entrara en una escuela para niñas y niños con discapacidad pero no pasó las pruebas. Parece que esto fue debido a su sordera, que entonces seguía sin ser diagnosticada. Finalmente, el 18 de octubre de 1950 sus padres la internaron en una institución estatal para personas con discapacidad intelectual en Columbus, Ohio. Esta separación tuvo un profundo efecto en ambas gemelas.
Los registros del sus primeros años en la institución, donde se cuestionaban sus capacidades sin saber que no oía, hablan de ella como una niña inquieta y en ocasiones violenta. Privada de su gemela y sin recibir ningún tipo de educación, vivía completamente alienada. Poco después, fue trasladada a una institución estatal más pequeña en Gallipolis, Ohio.
En 1985, después de 35 años de separación y tras largas y difíciles negociaciones, Joyce Scott asumió la tutela legal de su hermana y se la llevó a vivir con ella en California. En 1987, Scott comenzó a asistir al Creative Growth Art Center en Oakland, California, un centro que apoya a personas con dificultades de desarrollo, trabajando con ellas a través del arte. Allí descubrió su pasión y talento por la escultura.  
Judith Scott murió por causas naturales en Dutch Flat, California, pocas semanas antes de cumplir 62 años.

## Trayectoria
El 1 de abril de 1987 Judith Scott comenzó a asistir al Creative Growth Art Center, una de las primeras instituciones en el mundo en proporcionar un espacio de estudio para artistas con discapacidad. Durante casi dos años, Scott mostró poco interés en cualquier actividad artística. Sobre el papel garabateaba bucles y círculos pero no parecía disfrutar con ello así que el personal del centro estaba considerando terminar su participación en el programa. Un día observó casualmente una clase impartida por la artista textil Sylvia Seventy, que ejercía como profesora visitante en el centro. Usando los materiales que la artista había dejado disponibles, unos palos de madera y una madeja de hilo, comenzó a crear de una forma única y radicalmente diferente. Mientras el resto de estudiantes cosían, ella esculpía con un celo y concentración que no había mostrado hasta entonces.
Sus dones creativos y su singular enfoque se reconocieron rápidamente y se le dio total libertad para elegir sus propios materiales. Tomaba los objetos que encontraba, independientemente de su propiedad, los envolvía en hilos de colores cuidadosamente seleccionados para crear diversas esculturas de formas diferentes. Algunas se parecen a capullos o partes del cuerpo, mientras que otras son como un tótem alargado. Muchos de sus trabajos también presentan pares, lo que podría reflejar la experiencia de Scott como gemela. Judith trabajó en sus creaciones durante dieciocho años llegando a producir más de 200 piezas en total.
Su primera exposición fue en 1999, coincidiendo con la publicación del libro de John MacGregor Metamorphosis: The Fiber Art of Judith Scott. Ambos eventos hicieron que comenzara a ser reconocida mundialmente. El trabajo de Scott se volvió inmensamente popular en el mundo del outsider art o arte marginal y sus piezas empezaron a venderse por sumas considerables. Hoy es aclamada como una artista contemporánea y no solo en los círculos del arte creado al margen de la cultura oficial.
Su obra se encuentra en las colecciones permanentes de muchos museos, entre ellos: MOMA (Manhattan, Nueva York), American Visionary Art Museum (Baltimore, Maryland), Museo de Arte Moderno de San Francisco, CA, Museum of American Folk Arte (Manhattan, Nueva York), Intuit: The Center for Intuitive and Outsider Art (Chicago, Illinois), Irish Museum of Modern Art, Dublin, The Oakland Museum, Oakland, CA. L'Aracine Musee D'Art Brut (París, Francia), Lille Métropole Musée d'art moderne, d'art contemporain et d'art brut (LaM), Lille, Francia, Colección Art Brut Connaissance & Diffusion (París y Praga), The Museum of Everything, Londres, Collection de l'art brut (Lausana, Suiza).

## Películas
En 2006 la cineasta Betsy Bayha dirigió el documental Outsider: The Life and Art of Judith Scott. En el mismo año, Lola Barrera e Iñaki Peñafiel rodaron el largometraje documental ¿Qué tienes debajo del sombrero? y Philippe Lespinasse hizo Les cocons magiques de Judith Scott, un documental filmado unas semanas antes de la muerte de Scott. En 2009, Scott Ogden y Malcolm Hearn produjeron el documental Make que examinó las vidas y las técnicas artísticas de Judith Scott y otros artistas autodidactas como Royal Robertson, Hawkins Bolden o Ike Morgan.

## Exposiciones
2017
- Viva Arte Viva, 57 Bienal de Venecia, Italia, 13 de Mayo- 26 de noviembre[21]
- Inextricabilia, Maison Rouge, Paris, 23 de junio -17 de septiembre

2015
- Judith Scott—Bound and Unbound, Museo de Brooklyn, Nueva York, 24 de octubre de 2014 – 29 de marzo[22]
- Le Maison Rouge/ABCD Paris
- Forget Me Not, Judith Scott at Zuckerman Museum of Art, Kennesaw, GA, Agosto-Diciembre[23]
- A Rare Earth Magnet, Derek Eller Gallery, Los Angeles, CA, julio-agosto[24]
- The Heart is a Lonely Hunter, Fraenkel Gallery, San Francisco, CA, junio-agosto[25]

2013
- Creative Growth: Dan Miller and Judith Scott, Louisville, KY, septiembre[26]
- Rosemarie Trockel: A cosmos, New Museum, Nueva York, NY
- Create:  Exhibition at Boca Raton Museum of Art, Florida[27]
- Extreme Art, The Aldrich Contemporary Art Museum, Ridgefield, CT, marzo-agosto[28]

2012
- CREATE: Part II, Cantor Art Gallery – 22 de octubre-8 de diciembre
- UNRAVELED, Creative Growth, Oakland, CA, octubre-noviembre[29]
- DOWNrightART Exhibition, United Nation s - A Celebration of World Down Syndrome Day, marzo, Nueva York, NY[30]
- Judith Scott en el Richard Telles Fine Art, Los Angeles, CA
- Perfect Man, White Columns, Nueva York, NY
- Everyday Abstract, Abstract Everyday, James Cohen Gallery, Nueva York, NY[31]
- Rosemarie Trockel: un cosmos, Museo Nacional Centro Arte Reina Sofía, Madrid, España

2011
- Create, UC Berkeley Art Museum, Berkeley, CA[32]
- Objets Secrets.  College des Bernardins, Paris, Francia
- International Traveling Exhibition: Museum of Everything, Londres, UK
- International VSA Exhibition:  Kennedy Center, Washington D. C.
- Judith Scott Meets Tribal Art: Gugging Museum, Viena, Austria
- Whitworth Gallery, Manchester, Inglaterra
- White Columns, Nueva York, NY[33]
- World Transformers: Art of the Outsiders. Schirn Kunsthalle, Frankfurt, Alemania
- Approaching Abstraction, American Folk Art Museum, Nueva York, NY

2009
- Bergdorf-Goodman 5th Ave. Window Display, Nueva York, NY
- Creative Growth exhibition:  Galerie Impaire,  Paris, Francia
- Judith Scott Retrospective: Ricco Maresco Gallery, Nueva York, NY
- All People Are Me, Headfooters Gallery, Columbus, Ohio
- Oakland Museum of California, Aeropuerto de Oakland, CA
- Reformations, Van Every/Smith Gallery, Davidson, NC

2008
- The Fabric of Myth, Compton Verney, Warwickshire, UK

2006
- Barbara Gladstone Gallery, Nueva York, NY
- Collection de l'Art Brut, Lausana, Suiza[34]
- Outsider Art Fair, Nueva York, NY
- Forming Lines, Ricco Maresca Gallery, Nueva York, NY
- Dereconstruction, Gladstone Gallery, Nueva York, NY

2005
- Intuit Fair, Chicago, IL
- All People Are Me, Headfooters Gallery, Columbus Ohio
- Oakland Museum of California, Aeropuerto de Oakland, Oakland, CA
- Yerba Buena Center for the Arts, San Francisco, CA[35]
- Outsider Art Fair, Nueva York, NY

2004
- Jack Fisher Gallery, San Francisco, CA
- Outsider Art Fair, Nueva York, NY

2003
- Black Rainbow, Lucky Tackle, Berkeley, CA
- Down to Art, Japan Down Syndrome Foundation, Tokio, Japón

2002
- Cocoon: Judith Scott, Ricco-Maresca Gallery, Nueva York, NY[36]
- What did we learn? - The Exploratorium, San Francisco, CA

2001
- The Fiber Art of Judith Scott, Musee de l’art Brut Lausanne, Suiza
- Judith Scott, Palais Joyce, Paris, Francia
- Judith Scott, The Shiseido Foundation, Tokio, Japón
- The News Gallery, Nueva York, NY
- Judith Scott, Ricco-Maresca Gallery, Nueva York, NY

2000
- Treasures of the Soul, American Visionary Art Museum, Baltimore, MD[37]
- Metamorphosis: The Fiber Art of Judith Scott, Galería Intuit, Chicago, IL

1998
- Collection de l'Art Brut, Lausanne, Switzerland

1997
- Creative Growth Artists, Ricco-Maresca Gallery, Nueva York, NY

1995
- Visions From the Left Coast, Contemporary Arts Forum, Santa Barbara, CA

1994
- Windows on the Waterfront, Oakland, CA

1991
- McCann-Erickson Corporation, San Francisco, CA[38]